# Herpestes smithii
La mangosta roja (Herpestes smithii) es una especie de mamífero carnívoro de la familia Herpestidae propia de las selvas de Sri Lanka y el centro-sur de la India.